# Words and Music (1948)
Words and Music is een Amerikaanse muziekfilm uit 1948 onder regie van Norman Taurog.

## Verhaal
De liedjesschrijver Lorenz Hart maakt in 1919 kennis met de componist Richard Rodgers. Uit hun samenwerking ontstaan meerdere succesvolle producties op Broadway. Terwijl de gedisciplineerde en gereserveerde Rodgers zijn droommeisje Dorothy Feiner leert kennen, wordt Hart aldoor afgewezen door zijn grote liefde Peggy Lorgan McNeil. Hij gaat uiteindelijk ten onder aan een depressie.

## Rolverdeling
| Acteur            | Personage             |
| ----------------- | --------------------- |
| June Allyson      | June Allyson          |
| Perry Como        | Eddie Lorrison Anders |
| Judy Garland      | Judy Garland          |
| Lena Horne        | Lena Horne            |
| Gene Kelly        | Gene Kelly            |
| Mickey Rooney     | Lorenz Hart           |
| Ann Sothern       | Joyce Harmon          |
| Tom Drake         | Richard Rodgers       |
| Cyd Charisse      | Margo Grant           |
| Betty Garrett     | Peggy Lorgan McNeil   |
| Janet Leigh       | Dorothy Feiner        |
| Marshall Thompson | Herbert Fields        |
| Mel Tormé         | Mel Tormé             |
| Vera-Ellen        | Vera-Ellen            |
| Jeanette Nolan    | Mevrouw Hart          |
| Richard Quine     | Ben Feiner jr.        |
| Clinton Sundberg  | Schoenenverkoper      |
| Dee Turnell       | Dee Turnell           |
| Harry Antrim      | Dokter Rogers         |
| Ilka Grüning      | Mevrouw Rogers        |
| Emory Parnell     | Mijnheer Feiner       |
| Ramon Blackburn   | Ramon Blackburn       |
| Edward Earle      | James Fernby Kelly    |
| Royce Blackburn   | Royce Blackburn       |

## Filmmuziek
- Manhattan
- There's a Small Hotel
- Mountain Greenery
- Where's that Rainbow?
- On Your Toes
- We'll Have A Blue Room
- Thou Swell
- Where or When
- The Lady Is a Tramp
- I Wish I Were in Love Again
- Johnny One Note
- Blue Moon
- Spring Is Here
- Slaughter on Tenth Avenue
- With a Song in My Heart